# Saloninus

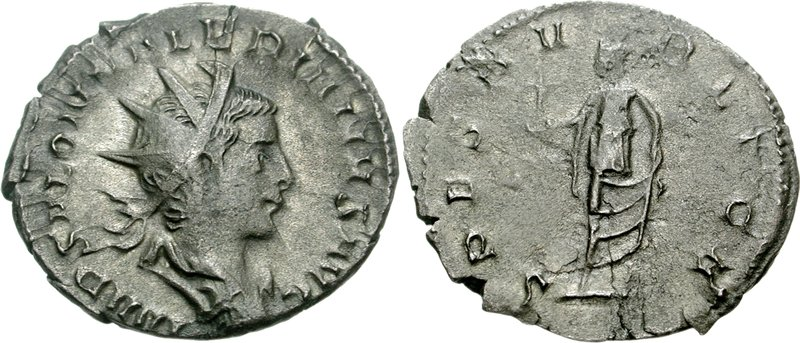
Antoninian des Saloninus als Augustus

Publius Licinius Cornelius Saloninus Valerianus (* um 242; † 260 in Köln) war im Jahr 260 ein römischer Kaiser.

## Leben
Saloninus wurde um das Jahr 242 geboren. Sein Vater war der spätere Kaiser Gallienus, der selbst aus einer angesehenen Familie stammte, seine Mutter Cornelia Salonina. Nach dem Tod seines älteren Bruders Valerianus Caesar im Jahr 258 ernannte ihn Gallienus zum Caesar (Unterkaiser). Saloninus wurde daraufhin zum Schutz der Rheingrenze nach Gallien geschickt. Während dieser Zeit residierte Saloninus in Colonia Claudia Ara Agrippinensium, dem heutigen Köln. Ihm zur Seite stand ein Berater, dessen Name mit Silvanus bzw. Albanus überliefert ist.
Im Spätsommer 260 mussten sich Saloninus und Silvanus / Albanus mit dem Usurpator Postumus auseinandersetzen, der nach einem Sieg über germanische Stämme wohl einen größeren Beuteanteil verlangt hatte. Postumus rückte dann auf Köln vor und belagerte die Stadt. Saloninus wurde noch zum Augustus ausgerufen, schließlich aber zusammen mit Silvanus an Postumus ausgeliefert und kurz darauf hingerichtet. Postumus selbst errichtete daraufhin das sogenannte gallische Sonderreich, das bis 274 bestehen blieb. Gallienus, der an der Donaugrenze gebunden war, konnte nicht eingreifen (siehe Reichskrise des 3. Jahrhunderts).